# Prepona chalciope
Prepona chalciope är en fjärilsart som beskrevs av Jacob Hübner 1819/27. Prepona chalciope ingår i släktet Prepona och familjen praktfjärilar. Inga underarter finns listade i Catalogue of Life.